# NGC 780
NGC 780 este o galaxie spirală situată în constelația Triunghiul. A fost descoperită în 26 octombrie 1786 de către William Herschel. Se află la o distanță de 70,2 de megaparseci de Pământ.